# 11921 Mitamasahiro
11921 Mitamasahiro (1992 UN3) là một tiểu hành tinh vành đai chính được phát hiện ngày 16 tháng 10 năm 1992 bởi K. Endate và K. Watanabe ở Kitami.